# لطف‌الله نجفی‌زاده
لطف‌الله نجفی‌زاده (زادهٔ ۳ دسامبر ۱۹۸۷) روزنامه‌نگار افغانستانی است. او تا قبل از سقوط دوباره افغانستان به دست طالبان رئیس طلوع‌نیوز بود و در مقطع لیسانس در رشتهٔ اقتصاد دانشگاه کاردان تحصیل کرده است.
نجفی‌زاده در ۳ مه ۲۰۱۶ در کنار چند روزنامه‌نگار دیگر برندهٔ جایزهٔ قهرمان آزادی اطلاع‌رسانی گزارشگران بدون مرز شد.
او پس از سال 2021 با سقوط دولت افغانستان به دست طالبان، این کشور را ترک کرد و همراه با چند خبرنگار برجسته دیگر افغانستان، تلویزیون آمو (Amu TV) را در تبعید بنیان گذاشت که تا کنون یکی از رسانه‌های موفق افغانستان در تبعید است. 